# نیروی دریایی سلطنتی مراکش
نیروی دریایی سلطنتی مراکش (عربی: القوات البحرية الملكية المغربية) نیروی دریایی زیرمجموعه نیروهای مسلح پادشاهی مراکش است، که در سال ۱۹۶۰ تأسیس شد.